# Louis Martin (haltérophilie)
Pour les articles homonymes, voir Louis Martin et Martin.
Louis Martin, né le 11 novembre 1936 à Kingston en Jamaïque et mort le 16 janvier 2015 à Heanor (Angleterre), est un haltérophile britannique.

## Palmarès

### Jeux olympiques
- Médaille de bronze en 82,5-90 kg aux Jeux de 1960 à Rome, Italie
- Médaille d'argent en 82,5-90 kg aux Jeux de 1964 à Tokyo, Japon[2]